# 東徐州 (劉宋)
東徐州，中国南朝宋時設置的州，在今山東省臨沂市一帶。

## 沿革
南朝宋泰始三年（467年），割徐州東莞郡、東安郡置東徐州，治所在東安郡發干縣团城（今山东省沂水县）。辖境相当今山东省沂水县、沂源县、蒙阴县、莒县、莒南县、日照市和江苏省赣榆县。
北魏皇興二年（468年），佔領東徐州。太和二十二年（498年），改東徐州為南青州。

## 長官
劉宋東徐州刺史（467年－468年）
- 張讜（467年－468年）
- 劉懷珍（468年）[3]

北魏東徐州刺史（468年－498年）
- 高閭（468年）[4]
- 張讜（468年）[5]
- 崔鑒（延興中）[6]
- 孔伯孫[7]
- 寇祖（孝文帝時）[8]
- 鄭胤伯（孝文帝時）[9]